# Ryan Gosling
Ryan Thomas Gosling (sinh ngày 12 tháng 11 năm 1980) là một diễn viên và nhạc sĩ người Canada. Anh từng là diễn viên nhí xuất hiện trong Mickey Mouse Club của Disney Channel (1993–95) và tiếp tục xuất hiện trên nhiều chương trình giải trí dành cho gia đình, bao gồm Are You Afraid of the Dark? (1995) và Goosebumps (1996). Anh vào vai Sean Hanlon trong loạt phim truyền hình Breaker High (1997–98) và góp mặt trong Young Hercules (1998–99). Vai diễn chính đầu tiên của anh là một người Do Thái trong The Believer (2001); Gosling sau đó đóng trong nhiều phim độc lập như Murder by Numbers (2002), The Slaughter Rule (2002) và The United States of Leland (2003).
Gosling tiếp cận tầng lớp khán giả đại chúng khi vào vai chính trong The Notebook (2004). Vai diễn một giáo viên nghiện ma túy của anh trong Half Nelson (2006) được đề cử cho giải Oscar, còn vai diễn trong Lars and the Real Girl (2007) cũng mang về cho Gosling đề cử giải Quả cầu vàng thứ hai. Năm 2011, Gosling góp mặt trong tác phẩm hài chính kịch lãng mạn Crazy, Stupid, Love, phim chính kịch chính trị The Ides of March và phim hành động Drive. Năm 2013, anh tham gia diễn xuất trong phim tội phạm Gangster Squad, phim chính kịch The Place Beyond the Pines và Only God Forgives. Tác phẩm đạo diễn đầu tay của Gosling, Lost River ra mắt năm 2014 những không nhận được nhiều đánh giá tích cựu từ giới chuyên môn. Anh góp mặt trong dàn diễn viên của The Big Short (2015), tác phẩm giành đề cử giải Oscar cho Phim hay nhất và Những kẻ khờ mộng mơ (2016), giúp anh giành chiến thắng giải Quả cầu vàng cho Nam diễn viên phim ca nhạc hoặc phim hài xuất sắc nhất. Nhiều lời tán dương khác cũng dành cho tác phẩm khoa học viễn tưởng Tội phạm nhân bản 2049 (2017) và phim tiểu sử Bước chân đầu tiên (2018) mà anh đóng vai chính.
Ban nhạc của Gosling, Dead Man's Bones phát hành album đầu tay cùng tên và lưu diễn tại Bắc Mỹ năm 2009. Anh là người đồng sở hữu Tagine, một nhà hàng thức ăn Morocco tại Beverly Hills, California. Anh cũng ủng hộ tổ chức PETA, Invisible Children và Enough Project, đến thăm Chad, Uganda và miền Đông Congo để gây nhận thức của cộng đồng về xung đột lãnh thổ. Gosling đã tham gia vào các nỗ lực thúc đẩy hòa bình ở châu Phi trong hơn một thập kỷ. Anh có mối quan hệ với nữ diễn viên người Mỹ Eva Mendes từ năm 2011 và họ có hai con gái.

## Tiểu sử
Ryan Thomas Gosling sinh ngày 12 tháng 11 năm 1980 tại London, Ontario, với cha là Thomas Ray Gosling, một nhân viên bán hàng lưu động cho một nhà máy giấy, và mẹ là Donna, một thư ký. Cả cha và mẹ của anh đều là người gốc Pháp gốc Canada và đều theo đạo Mặc Môn. Gosling cũng cho biết tôn giáo ảnh hưởng đến mọi khía cạnh trong cuộc sống của gia đình anh. Tuy nhiên, Gosling cho biết mình "không bao giờ thực sự hòa hợp được với [thuyết Mặc Môn]." Do đặc thù công việc của cha, gia đình anh "thường xuyên phải di chuyển" và Gosling từng sống ở cả Cornwall, Ontario lẫn Burlington, Ontario. Cha mẹ anh ly hôn khi anh 13 tuổi; anh cùng chị gái Mandi sống với mẹ, một trải nghiệm mà Gosling cho là đã giúp anh có thể "suy nghĩ như một cô gái".
Gosling theo học tại Trường Công lập Gladstone, Trường Cao đẳng và Dạy nghề Cornwall và Trường Trung học Lester B. Pearson. Khi còn nhỏ, anh thường xem Dick Tracy và được truyền cảm hứng để trở thành một diễn viên. Anh "ghét" khoảng thời gian khi còn nhỏ vì thường xuyên bị bắt nạt ở trường tiểu học, anh không có bạn bè cho đến khi lên "14 hoặc 15 tuổi". Năm lớp một, do ảnh hưởng nặng nề bởi phim hành động First Blood, anh đã mang dao cắt bít tết đến trường và ném vào những đứa trẻ khác trong giờ ra chơi. Việc này khiến anh bị đình chỉ học. Anh không biết đọc và được đánh giá là mắc chứng rối loạn tăng động giảm chú ý (ADHD), dù vậy, anh chưa bao giờ sử dụng thuốc điều trị. Mẹ anh đã xin nghỉ việc và tự dạy anh học ở nhà trong một năm. Gosling cho biết việc học tập tại nhà đã mang lại cho anh "cảm giác tự chủ mà tôi chưa bao giờ thực sự đánh mất". Gosling đã tham gia trình diễn trước khán giả ngay từ khi còn nhỏ, và được chị gái mình động viên trở thành một nghệ sĩ biểu diễn. Anh và chị gái đã đi hát cùng nhau ở nhiều đám cưới cũng như tham gia vào một công ty ba lê của địa phương. Việc biểu diễn đã khiến anh tự tin hơn vì đó là điều duy nhất anh làm mà được khen ngợi. Gosling đã phát triển giọng nói đặc trưng riêng vì khi còn nhỏ, anh cho rằng nói giọng Canada nghe không "cứng"; giọng nói của anh ban đầu được bắt chước theo giọng của Marlon Brando. Gosling bỏ học trung học năm 17 tuổi để tập trung vào sự nghiệp diễn xuất.

## Sự nghiệp

### 1993–1999: Diễn viên nhí
Năm 1993, tức lúc mười hai tuổi, Gosling tham gia một buổi thử giọng ở Montreal cho chương trình The Mickey Mouse Club của Disney Channel. Anh ký hợp đồng hai năm với vai trò một mouseketeer và chuyển tới sống ở Orlando, Florida. Gosling không thường xuyên được xuất hiện trên màn ảnh vì có nhiều bạn trẻ khác được cho là tài năng hơn, dù vậy, anh vẫn mô tả khoảng thời gian này là hai năm tuyệt vời nhất trong đời. Các thành viên khác trong dàn diễn viên bao gồm Britney Spears, Christina Aguilera và Justin Timberlake. Anh trở thành bạn bè thân thiết với Timberlake và cả hai đã ở cùng nhau suốt sáu tháng trong năm thứ hai của chương trình. Mẹ của Timberlake cũng trở thành người giám hộ hợp pháp của Gosling sau khi mẹ anh trở về Canada vì lý do công việc. Gosling cho biết mặc dù anh và Timberlake không còn giữ liên lạc nhưng cả hai vẫn luôn ủng hộ nhau.
Sau khi chương trình bị hủy bỏ vào năm 1995, Gosling quay trở lại Canada, nơi anh tiếp tục xuất hiện trong nhiều phim truyền hình giải trí cho gia đình như Are You Afraid of the Dark? (1995), Goosebumps (1996) và Breaker High (1997–98). Ở tuổi mười tám, anh chuyển đến New Zealand để tham gia vai chính trong loạt phim phiêu lưu Young Hercules (1998–1999) của Fox Kids. Gosling cho biết ban đầu anh rất thích làm việc cho dự án, nhưng loạt phim đã choán quá nhiều thời gian cũng như mối quan tâm của anh nên dần dần anh không còn hứng thú với tác phẩm này nữa. Bản thân anh muốn được thử sức với nhiều vai diễn khác nhau, vì vậy cuối cùng anh đã quyết định chuyển sang đóng phim điện ảnh và không nhận thêm bất kỳ dự án truyền hình nào.

### 2000–2003: Chuyển hướng sang phim độc lập
Ở tuổi 19, Gosling quyết định tập trung "diễn xuất nghiêm túc". Anh bị công ty quản lý cho nghỉ việc và ban đầu cảm thấy khó đảm bảo công việc vì bị gắn với "mác" diễn viên truyền hình cho trẻ em. Sau một vai phụ trong phim điện ảnh thể thao Remember the Titans, anh tham gia đóng vai chính là một người Do Thái trẻ tuổi theo chủ nghĩa tân quốc xã trong phim điện ảnh The Believer (2001). Đạo diễn Henry Bean cho biết ông lựa chọn Gosling vì cho rằng nguồn gốc Mặc Môn của anh sẽ giúp anh hiểu được sự cô lập của Do Thái giáo. Kevin Thomas từ Los Angeles Times khen ngợi phần diễn xuất này "giật mình và thuyết phục đáng kinh ngạc" trong khi Todd McCarthy của Variety cảm thấy "phần diễn xuất bùng nổ" của anh "không thể nào tốt hơn". Tác phẩm đã thắng giải Grand Jury Prize tại Liên hoan phim Sundance và Gosling đã gọi "bộ phim như một món quà cho sự nghiệp của tôi lúc bấy giờ." Do tính chất gây tranh cãi của bộ phim nên rất khó để đảm bảo nguồn hỗ trợ tài chính cho việc phát hành thương mại tác phẩm tại rạp; thay vào đó, bộ phim đã được phát sóng trên kênh Showtime. The Believer gặp thất bại về mặt thương mại khi chỉ thu về 416.925 USD toàn cầu so với kinh phí sản xuất 1,5 triệu USD.
Năm 2002, Gosling đóng vai chính trong bộ phim giật gân tâm lý Murder by Numbers với Sandra Bullock và Michael Pitt, trong đó Gosling và Pitt vào vai một cặp học sinh trung học tin rằng họ có thể thực hiện một vụ giết người hoàn hảo, còn Bullock vào vai thám tử được giao nhiệm vụ điều tra tội phạm. Lisa Schwarzbaum từ tạp chí Entertainment Weekly mô tả Gosling là "một tài năng diễn xuất phi thường ngay cả khi [bị đặt] trong những thứ rác rưởi như thế này" trong khi Todd McCarthy cảm thấy các diễn viên trẻ "mạnh mẽ" và "đầy sức hút" đã bị "dìm bởi chính kịch bản phim". Bộ phim đạt được thành công nhỏ về mặt thương mại khi thu về 56 triệu USD toàn cầu từ kinh phí sản xuất 50 triệu USD. Lần xuất hiện thứ hai trên màn ảnh của Gosling vào năm 2002 là với David Morse trong The Slaughter Rule, trong đó khám phá mối quan hệ giữa một cầu thủ bóng bầu dục trung học và người huấn luyện viên đang gặp khó khăn ở vùng nông thôn Montana. Gosling cho biết cơ hội được làm việc với Morse đã khiến anh trở thành "một diễn viên giỏi hơn". Stephen Holden của The New York Times đã mô tả Gosling là "ngôi sao lớn" với "sự thô ráp [...] gợi nhớ tới Matt Dillon thời trẻ" trong khi Manohla Dargis của Los Angeles Times bị thuyết phục hoàn toàn bởi chất "thô" trong anh. Bộ phim chỉ được phát hành tại ba rạp chiếu tại Hoa Kỳ và thu về 13.411 USD.
Năm 2003, Gosling tham gia diễn xuất trong The United States of Leland với vai diễn một thiếu niên bị bỏ tù vì tội sát hại một cậu bé tật nguyền. Anh cảm thấy bị thu hút bởi vai diễn này vì hiếm khi khi tìm thấy được một nhân vật "bị ngắt kết nối với toàn bộ bộ phim." Nhà phê bình Roger Ebert cảm thấy rằng "diễn viên tài năng đã làm mọi thứ có thể làm được với [nhân vật] Leland, nhưng nhân vật này đến từ ý tưởng của một nhà văn chứ không phải từ cuộc sống thực." A. O. Scott của The New York Times thì nhận định Gosling đã "đấu tranh để giải cứu Leland khỏi nanh vuốt của sự sáo rỗng" trong khi David Rooney của Variety cảm thấy rằng "diễn xuất sáo rỗng và không hề lôi cuốn như trong tác phẩm đột phá The Believer". Phim thu về 343.847 USD ở thị trường Hoa Kỳ và không được phát hành ở các thị trường quốc tế.

### 2004–2009:The NotebookvàHalf Nelson
Gosling thu hút được sự chú ý của khán giả đại chúng vào năm 2004 sau khi đóng vai chính cùng nữ diễn viên người Canada Rachel McAdams trong phim điện ảnh chính kịch lãng mạn The Notebook, một tác phẩm do Nick Cassavetes đạo diễn, chuyển thể từ cuốn tiểu thuyết Nhật ký của nhà văn Nicholas Sparks. Gosling đã đóng vai Noah Calhoun; anh nhận xét về vai diễn này: "Nó đã cho tôi cơ hội vào vai một nhân vật trong một thời kỳ nhất định – từ năm 1940 đến năm 1946 – khá sâu sắc và mang tính hình thức." Anh đã tìm cách thấu hiểu nhân vật của mình, với nguồn cảm hứng từ phần diễn xuất của Sam Shepard trong Days of Heaven. Phim được ghi hình tại Charleston, South Carolina vào cuối năm 2002 và đầu năm 2003. Dù Gosling và McAdams có quan hệ tình cảm vào năm 2005, nhưng cả đã cãi nhau rất nhiều trên trường quay. "Chúng tôi đã truyền cảm hứng cho những điều tồi tệ nhất của nhau," Gosling từng tiết lộ. "Đó là một trải nghiệm kỳ lạ, thực hiện một câu chuyện tình yêu nhưng lại không hòa hợp nổi với bạn diễn của mình [...]." Có thời điểm, Gosling đã yêu cầu Cassavetes "mời ai đó khác vào thay cảnh của em" vì anh cho rằng McAdams thiếu hợp tác. The New York Times ca ngợi màn trình diễn "ngẫu hứng và dễ bén cháy" của hai diễn viên chính, còn Desson Thomson của The Washington Post thì bình luận rằng "thật khó để không thích hai người này hoặc ghen tị với tình yêu tuyệt vời của họ". Phim thu về hơn 115 triệu USD trên toàn thế giới. Gosling chiến thắng bốn đề cử giải Teen Choice và một đề cử giải MTV Movie Award. Entertainment Weekly đã nói rằng bộ phim có Nụ hôn điện ảnh xuất sắc nhất mọi thời đại, trong khi tờ Los Angeles Times đã đưa một cảnh trong phim vào danh sách 50 nụ hôn điện ảnh kinh điển. The Notebook cũng xuất hiện trong nhiều danh sách Phim điện ảnh lãng mạn nhất.
Năm 2005, Gosling vào vai một sinh viên nghệ thuật trẻ tuổi bị rối loạn trong Stay, tác phẩm giật gân tâm lý có sự tham gia diễn xuất của Naomi Watts và Ewan McGregor. Trong một bài đánh giá tiêu cực về bộ phim, Manohla Dargis của The New York Times nhận định Gosling "cũng giống như những người hâm mộ của anh, xứng đáng [được đối xử] tốt hơn." Todd McCarthy nhận xét rằng Gosling và McGregor "không cho thấy điều gì mới mẻ so với những [vai diễn] họ đã thể hiện trước đây". Phim thu về 8 triệu USD toàn cầu. Gosling không khỏi bối rối trước những phản ứng tiêu cực: "Có một đứa trẻ 10 tuổi trên phố đến cạnh tôi và hỏi, 'Anh có phải là người đóng trong Stay không? Bộ phim đó nói về cái gì vậy?'" Gosling sau đó đóng vai một giáo viên trung học cơ sở nghiện ma túy trong Half Nelson vào năm 2006. Để chuẩn bị cho vai diễn này, Gosling đã chuyển đến sống tại New York trong một tháng trước khi quá trình ghi hình bắt đầu. Anh ở trong một căn hộ nhỏ tại Brooklyn và dành thời gian tìm hiểu lối sống của một giáo viên lớp tám. Kenneth Turan của Los Angeles Times miêu tả vai diễn này là "một màn trình diễn đầy mê hoặc ... cho thấy sự hiểu biết sâu sắc về nhân vật mà ít diễn viên nào có thể thực hiện được." Ruthe Stein của San Francisco Chronicle so sánh vai diễn với Marlon Brando và khẳng định rằng "không ai quan tâm đến diễn xuất chuyên nghiệp lại muốn bỏ lỡ màn trình diễn của anh". Roger Ebert tin rằng màn trình diễn của Gosling "chứng tỏ anh là một trong những diễn viên giỏi nhất của phim điện ảnh đương đại." Với vai diễn này, Gosling đã giành được một đề cử giải Oscar cho Nam diễn viên chính xuất sắc nhất. Phim thu về 4 triệu USD tại các phòng vé trên toàn thế giới. Năm 2007, anh được mời tham gia Viện Hàn lâm Khoa học và Nghệ thuật Điện ảnh.
Gosling vào vai một kẻ hướng nội mê búp bê tình dục trong Lars and the Real Girl, phim điện ảnh ra mắt năm 2007. Nhân vật này được anh lấy cảm hứng từ màn trình diễn của James Stewart trong Harvey. Roger Ebert cảm thấy "một bộ phim về búp bê tình dục với kích thước như người thật" lại trở thành "một tuyên bố về hy vọng" vì "phần trình diễn của Ryan Gosling đã thể hiện những thứ không thể nói ra bằng lời". Ann Hornaday của The Washington Post đã mô tả màn trình diễn của anh là "một phép màu [...], anh ấy đã thay đổi và phát triển đến mức không thể nhận ra." Dù vậy, Manohla Dargis của The New York Times lại cảm thấy "vai diễn này là một tính toán sai lầm hiếm hoi trong sự nghiệp rực rỡ [của anh]." Với vai diễn này, Gosling đã được một đề cử giải Quả cầu vàng cho Nam diễn viên phim ca nhạc hoặc phim hài xuất sắc nhất. Tác phẩm là một thất bại tại phòng vé khi không thu hồi lại được kinh phí sản xuất 12 triệu USD. Sau đó, Gosling đóng vai chính cùng với Anthony Hopkins trong phim điện ảnh giật gân Fracture vào năm 2007. Ban đầu anh vốn từ chối vai diễn này, nhưng liền thay đổi quyết định sau khi biết Hopkins đã ký hợp đồng. Gosling cho biết anh bị thu hút bởi Willie, một nhân vật có những khuyết điểm và có vẻ giống một người thật ở ngoài đời. Để chuẩn bị cho vai diễn, anh đã dành thời gian theo dõi các luật sư và học hỏi về các thủ tục trong phòng xử án. Manohla Dargis của The New York Times cảm thấy thật tuyệt khi xem "kẻ cướp màn ảnh xảo quyệt Anthony Hopkins kết hợp cùng tên thợ săn màn ảnh cũng xảo quyệt không kém Ryan Gosling ... Mỗi diễn viên [...] không phải là một cá nhân hoàn hảo, nhưng cả hai đã lấp đầy những khoảng trống bằng sự chuyên nghiệp và sức hút cá nhân." Phim thu về hơn 91 triệu USD toàn cầu.
Gosling đã được lên lịch để bắt đầu ghi hình cho bộ phim Hình hài dấu yêu năm 2007. Tuy nhiên, anh đã rời khỏi dự án chỉ hai ngày trước khi phim bắt đầu bấm máy vì những "khác biệt về sáng tạo"; vai diễn này sau đó đã được Mark Wahlberg thay thế. Đây là vai người cha của một cô gái vị thành niên bị sát hại. Ban đầu Gosling cảm thấy mình còn quá trẻ để đảm nhiệm vai diễn này. Đạo diễn Peter Jackson cùng nhà sản xuất Fran Walsh đã thuyết phục Gosling rằng anh có thể già hóa qua những thay đổi về đầu tóc và trang điểm. Trước khi khởi quay, Gosling đã tăng 27 kg và để râu để trông già hơn. Walsh sau đó "bắt đầu cảm thấy không ổn. Đó là sự mù quáng của chúng tôi khi mong muốn bộ phim được thực hiện bằng bất cứ giá nào." Gosling sau đó tiết lộ, "Chúng tôi đã không nói chuyện quá nhiều ở khâu tiền kỳ, và đó chính là vấn đề." Anh cho biết trải nghiệm này là "một nhận thức quan trọng đối với tôi: đừng để cái tôi của bạn bị ảnh hưởng. Bạn có thể quá trẻ cho một vai diễn, nhưng điều đó hoàn toàn chẳng có vấn đề gì."

### 2010–2012: Sự công nhận rộng rãi
Sau ba năm vắng bóng trên màn ảnh, Gosling đã góp mặt trong năm phim điện ảnh chỉ trong hai năm 2010 và 2011. “Tôi chưa bao giờ có nhiều năng lượng đến vậy,” Gosling cho biết. "Tôi hào hứng làm phim hơn trước hẳn. Tôi đã từng sợ hãi nó. [...] Nhưng tôi đã tìm ra cách để trở nên thoải mái hơn trong lúc làm việc." Anh cũng từng nói về cảm giác chán nản của mình khi không được làm việc. Năm 2010, anh đóng vai chính cùng với Michelle Williams trong tác phẩm điện ảnh đầu tay của Derek Cianfrance, Blue Valentine. Bộ phim kinh phí thấp chủ yếu được thực hiện theo cách ngẫu hứng; Gosling cũng cho biết "bạn phải tự nhắc nhở mình là bạn đang thực hiện một bộ phim". Mick LaSalle của San Francisco Chronicle cảm thấy Gosling đã "mang lại sự hiểu biết khác thường về xã hội cho vai diễn của mình" trong khi Owen Gleiberman của Entertainment Weekly thì viết rằng anh đã "vào vai Dean, một tay hipster thuộc tầng lớp lao động cáu bẳn, nhưng khi cơn giận của [nhân vật] bộc phát, phần diễn xuất sẽ trở nên vô vùng mạnh mẽ." Dù vậy, Wesley Morris của The Boston Globe lại cho rằng vai diễn của anh đã thể hiện "suy nghĩ sai lệch về hipster". Với vai diễn này, Gosling nhận được đề cử giải Quả cầu vàng cho Nam diễn viên phim chính kịch xuất sắc nhất. Tác phẩm đạt thành công lớn về mặt thương mại khi thu về hơn 12 triệu USD toàn cầu so với kinh phí sản xuất chỉ 1 triệu USD.
Lần xuất hiện thứ hai trên màn ảnh của Gosling trong năm 2010 là trong bộ phim bí ẩn All Good Things với Kirsten Dunst, vốn dựa trên một câu chuyện có thật. Anh vào vai David Marks, một người thừa kế bất động sản ở New York đang bị điều tra về sự mất tích của vợ mình. Gosling cho rằng quá trình thực hiện bộ phim là một "trải nghiệm tồi tệ" và không đảm nhận bất kỳ nhiệm vụ quảng bá nào cho phim. Khi được hỏi liệu anh có tự hào về bộ phim không, anh trả lời, "Tôi tự hào về những gì Kirsten đã làm được trong phim." Peter Travers từ Rolling Stone khen ngợi anh "rất nhập tâm vào nhân vật của mình", còn Mick LaSalle của San Francisco Chronicle cho rằng "tắc kè hoa Gosling [đã có một vai diễn] hoàn toàn thuyết phục". Betsy Sharkey của Los Angeles Times cảm thấy rằng bộ phim như được dành cho Dunst, nhưng vẫn khen ngợi phần diễn xuất của Gosling. Phim thu về 644.535 USD trên toàn thế giới. Cũng trong năm 2010, Gosling đã đảm nhiệm vai trò tường thuật và sản xuất cho ReGeneration, một bộ phim tài liệu khám phá sự hoài nghi trong giới trẻ đối với các vấn đề chính trị và xã hội.

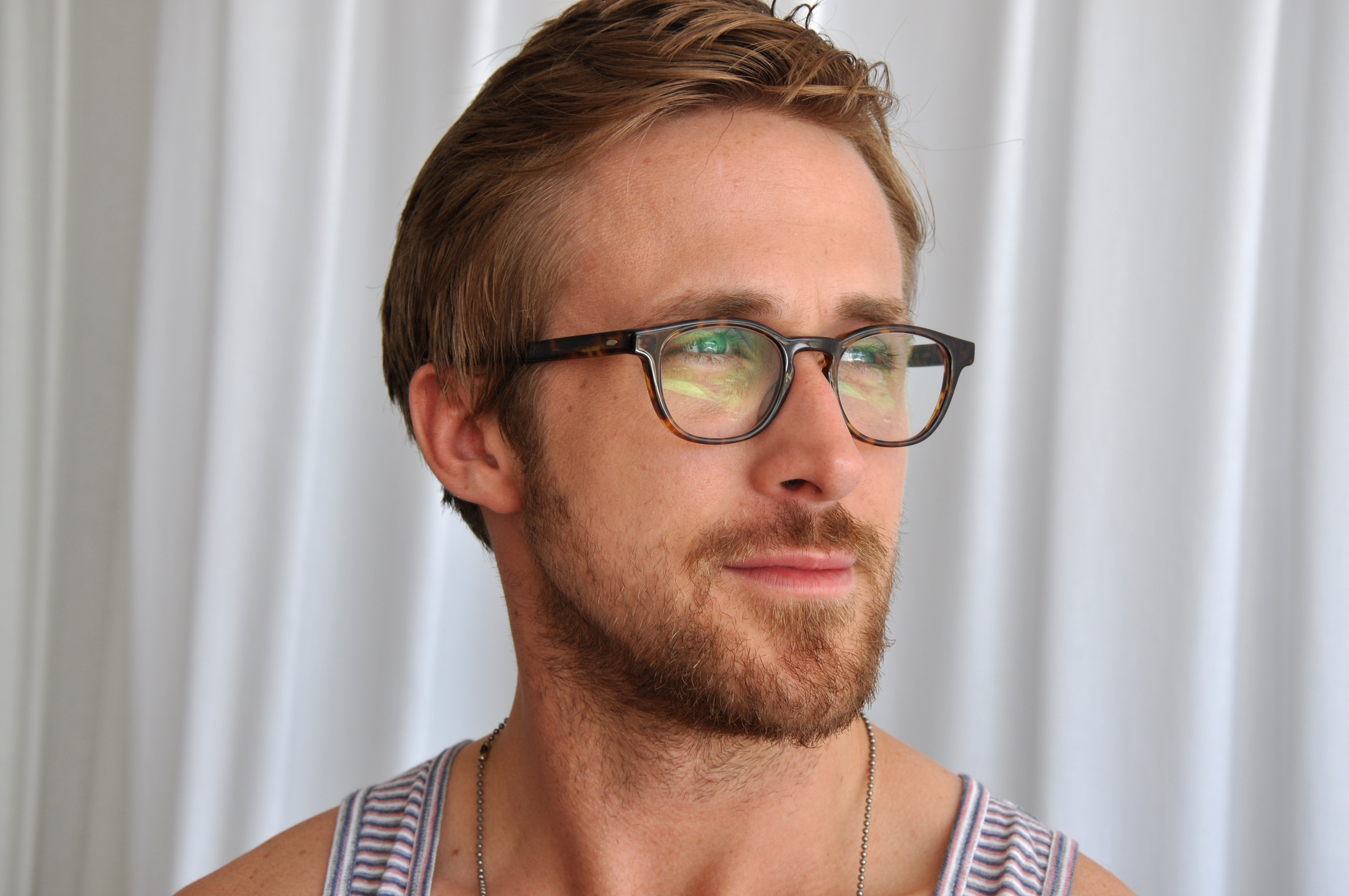
Gosling tại Liên hoan phim Cannes 2011.

Năm 2011 chứng kiến Gosling mở rộng khả năng diễn xuất của mình với ba vai diễn đa dạng. Anh thủ vai chính trong vai diễn hài đầu tiên trong sự nghiệp với bộ phim lãng mạn Crazy, Stupid, Love cùng Steve Carell và Emma Stone. Gosling đã tham gia các lớp học pha chế cocktail tại một quán bar ở Los Angeles để chuẩn bị cho vai diễn này. Ann Hornaday của The Washington Post cho biết "sự xuất hiện đầy quyến rũ của anh cho thấy rằng chúng ta có thể đã tìm ra người kế nghiệp George Clooney", còn Claudia Puig của USA Today thì cho rằng anh đã bộc lộ thêm sở trường của mình trong hài kịch. Gosling đã nhận được một đề cử giải Quả cầu vàng cho Nam diễn viên phim ca nhạc hoặc phim hài xuất sắc nhất. Tác phẩm là một thành công lớn về doanh thu phòng vé khi thu về hơn 142 triệu USD toàn cầu. Nếu tính cả tỷ lệ lạm phát thì đây là thành công lớn thứ hai trong sự nghiệp của Gosling. Vai diễn hành động đầu tiên của Gosling là trong Drive, dựa trên một cuốn tiểu thuyết của nhà văn James Sallis. Gosling đã đóng vai một diễn viên đóng thế ở Hollywood; anh miêu tả tác phẩm như một "bộ phim bạo lực của John Hughes". Roger Ebert đã so sánh Gosling với Steve McQueen và gọi anh "là hiện thân của sự hiện hữu và chân thành". Joe Morgenstern của The Wall Street Journal thì nhận xét: "Thật không thể không ví phong cách tối giản của anh ấy với phong cách của Marlon Brando." Bộ phim là một thành công về mặt thương mại khi thu về 70 triệu USD toàn cầu từ kinh phí sản xuất 15 triệu USD.
Trong lần xuất hiện cuối cùng trong năm 2011, Gosling đã đóng chung với Philip Seymour Hoffman trong bộ phim chính kịch chính trị The Ides of March do George Clooney đạo diễn, trong đó anh vào vai một thư ký báo chí đầy tham vọng. Gosling quyết định tham gia bộ phim một phần là để hiểu rõ hơn về chính trị: "Tôi là người Canada và vì vậy nền chính trị của Mỹ không thực sự nằm trong tiềm thức của tôi." Joe Morganstern nói rằng Gosling và Hoffman "được trang bị rất tốt để thể hiện các phiên bản khác nhau của mỗi nhân vật." Kenneth Turan của Los Angeles Times khẳng định rằng anh rất thích xem "một Gosling đầy lôi cuốn nói chuyện với các diễn viên xuất sắc như Hoffman và [Paul] Giamatti." Mick LaSalle của San Francisco Chronicle thì nhận thấy rằng có "một khía cạnh của nhân vật mà Gosling không thể thực hiện, mà có thể chỉ đơn giản là vì nó ở bên ngoài phạm vi của anh, đó chính là chủ nghĩa lý tưởng." Anh nhận được một đề cử giải Quả cầu vàng cho Nam diễn viên phim chính kịch xuất sắc nhất. Phim thu về 66 triệu USD toàn cầu.

### 2013–2014: Những ý kiến trái chiều cùng sản phẩm đạo diễn đầu tay
Trong phim tội phạm giật gân Gangster Squad năm 2013, Gosling đã vào vai Trung sĩ Jerry Wooters, một sĩ quan LAPD những năm 1940 đang trong quá trình đánh bại trùm băng đảng Mickey Cohen. Anh hội ngộ Emma Stone sau khi cả hai đóng cặp trước đó trong Crazy, Stupid, Love. Stone cho biết cô hy vọng họ sẽ tìm được nhiều dự án để có thể hợp tác cùng nhau hơn. Christy Lemire của The Boston Globe chỉ trích "giọng nói thì thào kỳ dị" của Gosling và tính cách "một màu, thiếu phát triển" của anh. Dù vậy, Betsy Sharkey của Los Angeles Times vẫn cảm thấy có "một sức hút quyến rũ" trong những cảnh quay có Gosling và Stone. Trong The Place Beyond the Pines, tác phẩm chính kịch đa thế hệ do Derek Cianfrance của Blue Valentine làm đạo diễn, Gosling vào vai Luke, một tay lái mô tô đi cướp ngân hàng để có tiền chu cấp cho gia đình. Quá trình ghi hình được Gosling mô tả là "trải nghiệm tuyệt vời nhất mà tôi từng có khi làm phim." A. O. Scott của The New York Times ca ngợi màn trình diễn của anh và bình luận: "Sự tự chủ tuyệt vời của Gosling – thứ duy nhất mà anh được phép thể hiện trong Drive – rất phức tạp, và nó càng thú vị hơn nhờ những gợi ý về sự ngây thơ và thương tổn." Scott Foundas của The Village Voice lại không có mấy ấn tượng về vai diễn này: "Đó là một biến thể gần giống với vai diễn mà Gosling đã thể hiện để tạo ra hiệu ứng mạnh mẽ hơn trong bộ phim giật gân Hollywood Drive của Nicolas Winding Refn, rõ ràng là nhân vật này chỉ như một ảo ảnh." Bộ phim đã thu về 35 triệu USD toàn cầu từ kinh phí sản xuất 15 triệu USD.
Cuối năm 2013, Gosling đóng vai chính trong tác phẩm chính kịch bạo lực Only God Forgives, do Nicolas Winding Refn của Drive đạo diễn. Gosling đã tham gia khóa huấn luyện Muay Thái để chuẩn bị cho vai diễn, và miêu tả kịch bản của phim là "thứ kỳ lạ nhất mà tôi từng đọc". Cả bộ phim lẫn vai diễn của anh đều nhận về nhiều đánh giá tiêu cực. Peter Travers của Rolling Stone nhận xét rằng Gosling, đáng lẽ "là một trang giấy trống để chúng ta viết lên đó, thì hóa ra lại chỉ đơn thuần là trống thôi". Quay lại đầu năm 2013, Gosling thông báo rằng anh sẽ tạm ngừng sự nghiệp diễn xuất: "Tôi đã mất định hướng cho những gì mình đang làm. Tôi nghĩ rằng thật tốt cho bản thân để nghỉ ngơi và đánh giá lại lý do vì sao tôi làm điều này và phải làm như thế nào. Và tôi nghĩ đây có lẽ là một cách tốt để tìm hiểu về điều đó." Tác phẩm đầu tay của Gosling trong vai trò đạo diễn, Lost River, được lựa chọn tham gia tranh giải ở hạng mục Un Certain Regard của Liên hoan phim Cannes 2014. Tác phẩm "noir kỳ ảo" này do Gosling đảm nhiệm phần kịch bản, với sự tham gia diễn xuất của Christina Hendricks, Ben Mendelsohn và Matt Smith, đã nhận về nhiều đánh giá tiêu cực. Peter Bradshaw của The Guardian cảm thấy bộ phim "tự phụ đến mức không thể chấp nhận được" và nhận xét rằng Gosling đã đánh mất "sự hài hòa và khiêm tốn" của mình.

### 2015–nay:Những kẻ khờ mộng mơvà những thành công điện ảnh

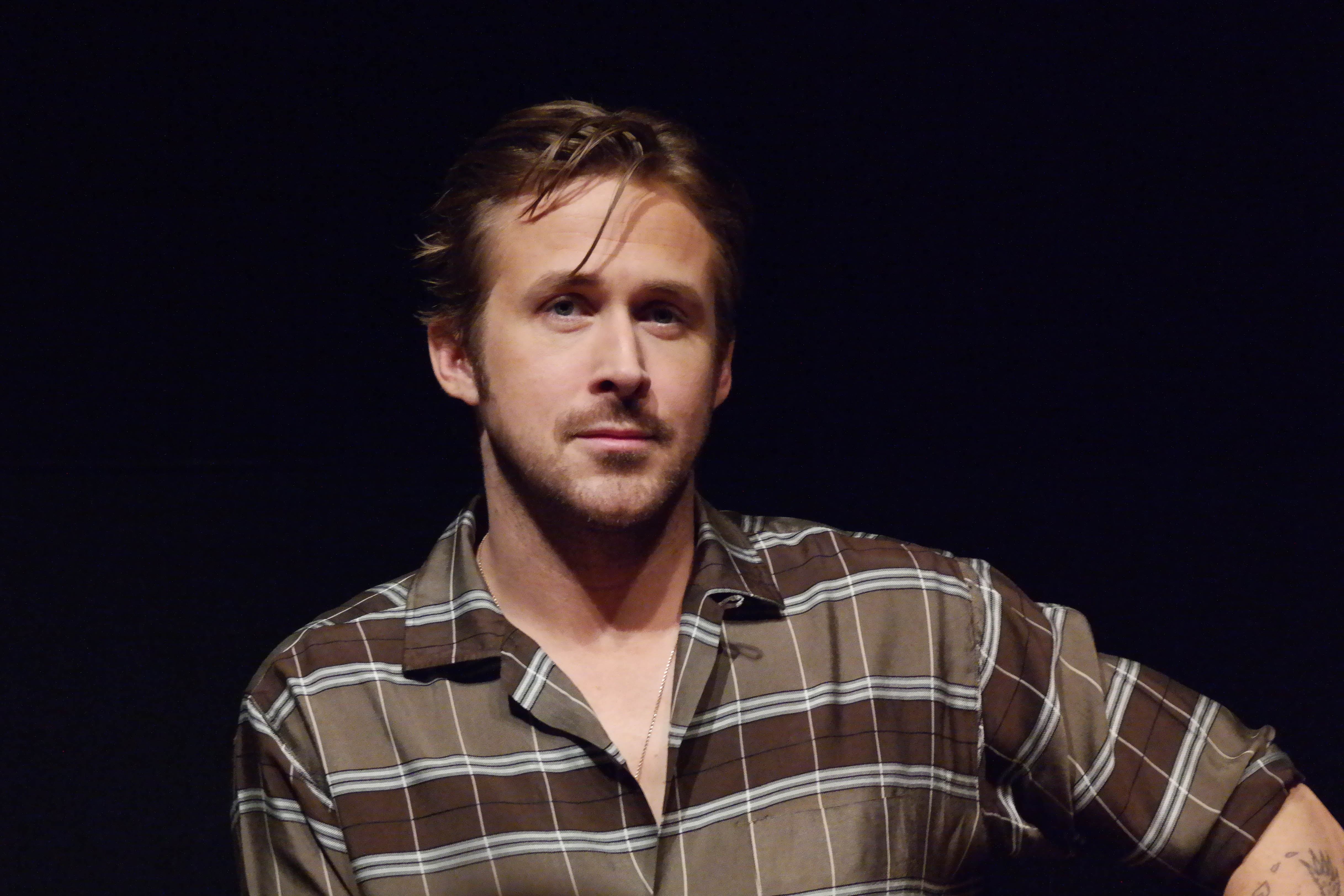
Gosling vào năm 2015, trong một sự kiện quảng bá cho Lost River, một phim điện ảnh do anh chịu trách nhiệm đạo diễn, biên kịch và sản xuất.

Năm 2015, Gosling đóng vai một nhân viên trái phiếu trong The Big Short, tác phẩm châm biếm tài chính có một đề cử Phim hay nhất tại Giải Oscar lần thứ 88. David Sims của The Atlantic cảm thấy rằng vai diễn của anh "dí dỏm một cách kỳ lạ [...]; sau nhiều năm lang thang trong dòng phim nghệ thuật, thật tuyệt vời khi được thấy anh trở lại." Peter Travers của Rolling Stone cho biết: "Gosling, một nghệ sĩ với cách nói chuyện tài tình, đã nói chuyện trực tiếp với máy quay, anh ấy nhìn thật quyền lực và hài hước." Năm kế đó, Gosling đóng vai chính trong bộ phim hài đen Những chàng trai ngoan cùng với Russell Crowe, và trong tác phẩm điện ảnh âm nhạc Những kẻ khờ mộng mơ của Damien Chazelle, vai diễn đã giúp anh chiến thắng giải Quả cầu vàng cho Nam diễn viên phim ca nhạc hoặc phim hài xuất sắc nhất và nhận đề cử giải Oscar cho Nam diễn viên chính xuất sắc nhất thứ hai trong sự nghiệp. Robbie Collin đã ca ngợi xúc tác giữa anh và bạn diễn Emma Stone là "hòa hợp" và "hoàn hảo". Bộ phim trở thành một trong những tác phẩm thành công nhất về mặt thương mại trong sự nghiệp của Gosling khi thu về hơn 440 triệu USD so với kinh phí 30 triệu USD.

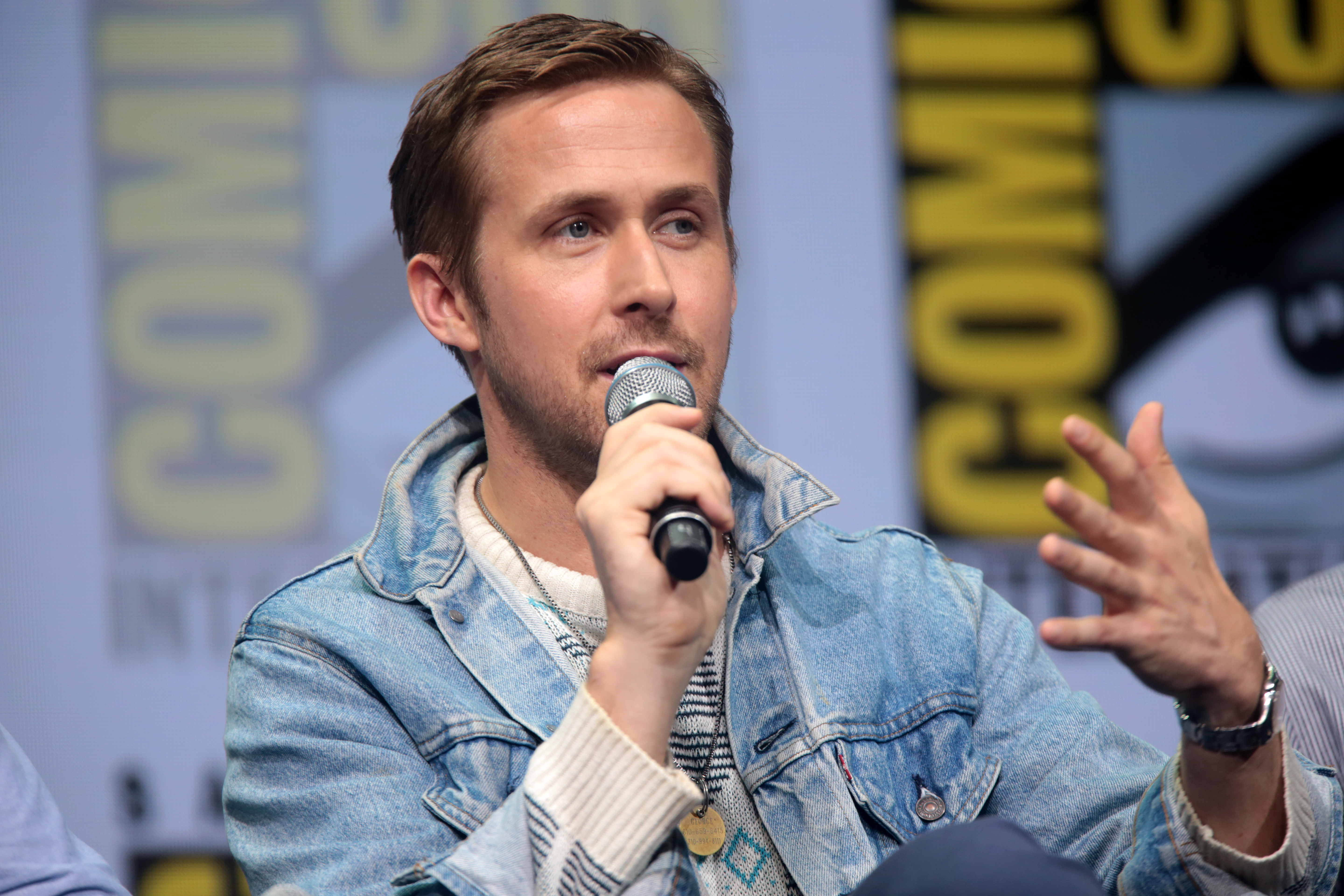
Gosling tại sự kiện San Diego Comic-Con năm 2017 để quảng bá cho Tội phạm nhân bản 2049.

Gosling từng ký hợp đồng làm việc với đạo diễn Terrence Malick vào năm 2004 cho bộ phim tiểu sử Che, nhưng sau đó lại rời dự án. Anh sau này đã xuất hiện trong Song to Song (2017), một phim điện ảnh khác của Malick với sự tham gia diễn xuất của Christian Bale và Cate Blanchett. Cũng trong năm 2017, anh thủ vai chính trong Tội phạm nhân bản 2049, phần tiếp theo của phim điện ảnh khoa học viễn tưởng Blade Runner năm 1982. Tác phẩm do Denis Villeneuve đạo diễn, với sự tham gia của Harrison Ford trong vai Rick Deckard. Gosling vào vai Sĩ quan K, một "blade runner" làm việc cho LAPD với nhiệm vụ đi giết những sinh vật được chế tạo bằng kỹ thuật sinh học được gọi là người nhân bản. A. O. Scott cho rằng Gosling hoàn toàn phù hợp với vai diễn khi có được "khả năng khơi gợi sự đồng cảm" từ phía người xem. Mặc dù là tác phẩm có số liệu ra mắt tại phòng vé lớn nhất của Gosling, bộ phim nhìn về tổng thể lại đạt doanh thu kém hiệu quả tại phòng vé.

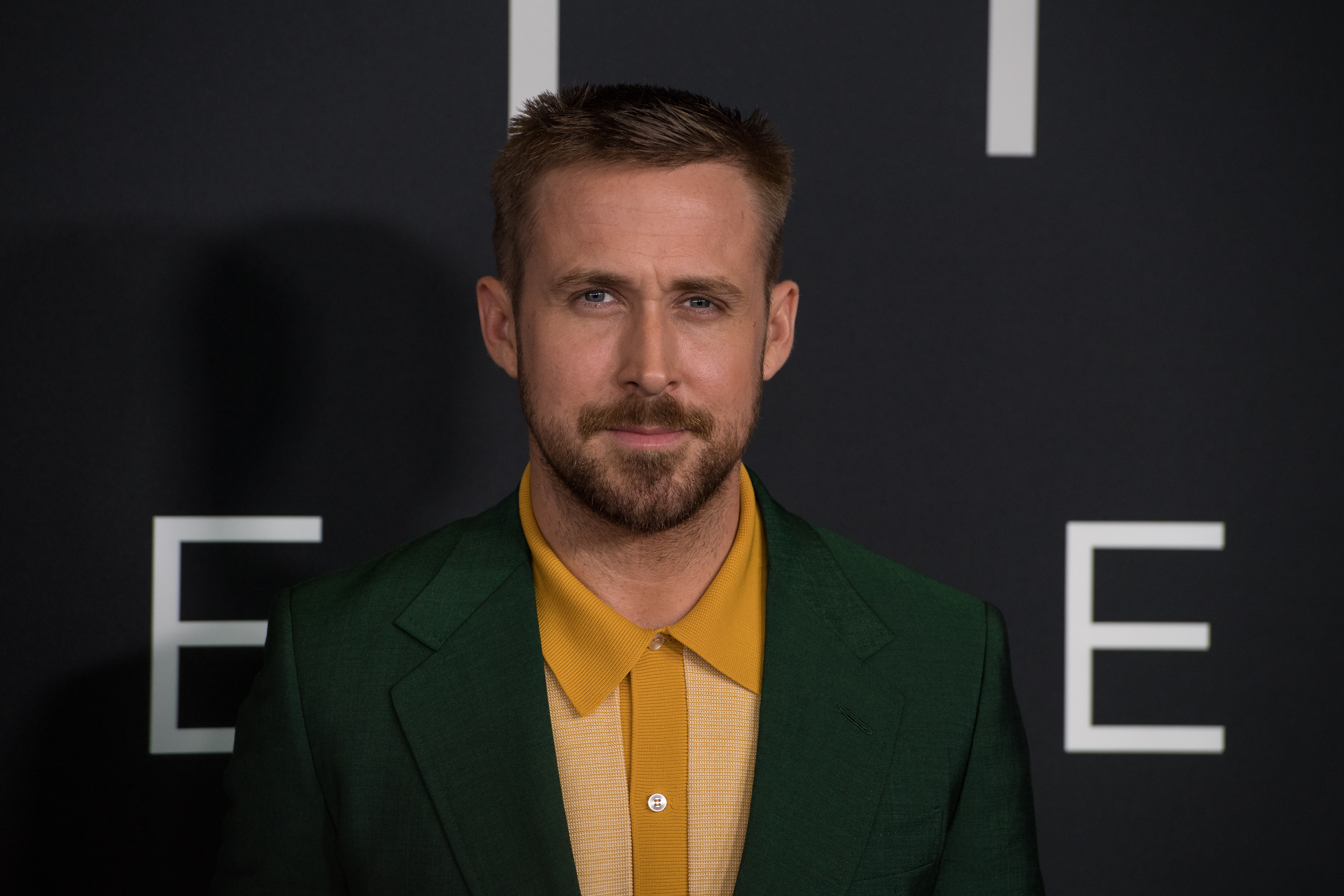
Gosling tại thảm đỏ sự kiện công chiếu ra mắt tác phẩm Bước chân đầu tiên vào năm 2018.

Vào năm 2018, Gosling vào vai Neil Armstrong, phi hành gia đầu tiên đặt chân lên Mặt Trăng vào năm 1969, trong bộ phim tiểu sử Bước chân đầu tiên của Chazelle, dựa trên cuốn sách First Man: The Life of Neil A. Armstrong. Viết cho trang IndieWire, Michael Nordine khen ngợi Gosling vì đã mang đến "sức lôi cuốn trầm lặng" và "sự duyên dáng" cho vai diễn của mình, trong khi Nicholas Barber của BBC ca ngợi anh là "nam diễn viên xuất sắc nhất trong ngành".

## Sự nghiệp âm nhạc
Năm 2007, Gosling đã thực hiện một bản thu âm đơn ca mang tên "Put Me in the Car" và cho phép tải về trên Internet. Cũng trong năm đó, Gosling và người bạn Zach Shields đã thành lập ban nhạc indie rock Dead Man's Bones. Hai người gặp nhau lần đầu vào năm 2005 khi Gosling đang hẹn hò với Rachel McAdams còn Shields thì cặp với em gái của cô là Kayleen. Ban đầu, Dead Man's Bones được coi như một dự án nhạc kịch lấy chủ đề quái vật, nhưng sau đó cả hai đã quyết định thành lập ban nhạc khi nhận ra rằng việc dàn dựng sân khấu nhạc kịch quá tốn kém. Ban nhạc thu âm album đầu tay cùng tên với dàn hợp xướng trẻ em của Silverlake Conservatory và tự học cách chơi tất cả các nhạc cụ. Gosling đảm nhiệm phần hát, piano, guitar, guitar bass và cello trong bản thu âm. Album đã được phát hành thông qua hãng thu âm ANTI- Records vào ngày 6 tháng 10 năm 2009. Pitchfork Media đã bị thuyết phục bởi "bản thu độc đáo, hấp dẫn và kỳ lạ một cách đáng yêu", trong khi Prefix lại cảm thấy album này "không phù hợp".
Vào tháng 9 năm 2009, Gosling và Shields đã có ba đêm diễn lưu trú tại Nhà hát Bob Baker Marionette Theater ở Los Angeles. Sau đó cả hai thực hiện một chuyến lưu diễn mười ba ngày vòng quanh Bắc Mỹ vào tháng 10 năm 2009, với sự tham gia của dàn hợp xướng thiếu nhi của địa phương trong mỗi buổi biểu diễn. Thay vì mời nghệ sĩ biểu diễn tiết mục mở màn, một chương trình tìm kiếm tài năng được tổ chức vào mỗi đêm diễn. Tháng 9 năm 2010, họ biểu diễn tại Lễ hội âm nhạc FYF Festival ở Los Angeles. Năm 2011, nam diễn viên nói về ý định thu âm một album Dead Man's Bones thứ hai, tuy nhiên sẽ không có dàn hợp xướng thiếu nhi nào được giới thiệu trong album tiếp theo vì "nó không phải là rock 'n' roll".

## Đời tư
Trước đây, Gosling sống ở thành phố New York cùng với chú chó lai tên George. Anh là đồng sở hữu nhà hàng Maroc có tên Tagine ở Beverly Hills, California. Anh đã mua nhà hàng này theo cách bốc đồng và đã chi "tất cả tiền [của mình]" cho nó, dành một năm để tự sửa sang lại, và hiện vẫn đang giám sát phần thực đơn của nhà hàng.
Gosling hẹn hò với Sandra Bullock, diễn viên đóng cùng với anh trong Murder by Numbers, từ năm 2002 tới 2003. Sau đó anh đã có một mối quan hệ với Rachel McAdams, người bạn diễn trong The Notebook, từ năm 2005 tới 2007, và sau đó tái hợp ngắn vào năm 2008. Gosling sau đó bước vào mối quan hệ với bạn diễn Eva Mendes trong The Place Beyond the Pines từ tháng 9 năm 2011. Cặp đôi có hai con gái, một sinh năm 2014 và con thứ hai chào đời năm 2016.
Gosling ủng hộ nhiều vấn đề xã hội khác nhau. Anh từng làm việc với PETA trong một chiến dịch khuyến khích KFC và McDonald's sử dụng các phương pháp giết mổ gà cải tiến trong nhà máy cũng như chiến dịch khuyến khích nông dân chăn nuôi bò sữa ngừng cắt sừng bò. Gosling cũng tham gia tình nguyện tại Biloxi, Mississippi vào năm 2005, trong nỗ lực dọn dẹp những hậu quả mà Bão Katrina để lại. Anh cũng là một người ủng hộ Invisible Children, Inc., nhóm nâng cao nhận thức về Quân kháng chiến của Chúa ở Trung Phi. Năm 2005, Gosling đến trại tị nạn Darfur ở Chad. Anh là diễn giả tại Hội nghị Quốc gia của Campus Progress vào năm 2008, nơi anh có tham gia thảo luận về Darfur. Anh cũng tham gia Enough Project và tới thăm Uganda vào 2007 và miền đông Congo vào năm 2010 để phục vụ dự án.

## Danh sách phim

### Điện ảnh
| Năm  | Tựa đề                      | Vai                    | Ghi chú                         |
| ---- | --------------------------- | ---------------------- | ------------------------------- |
| 1997 | Frankenstein and Me         | Kenny                  |                                 |
| 2000 | Remember the Titans         | Alan Bosley            |                                 |
| 2001 | The Believer                | Danny Balint           |                                 |
| 2002 | Murder by Numbers           | Richard Haywood        |                                 |
| 2002 | The Slaughter Rule          | Roy Chutney            |                                 |
| 2003 | The United States of Leland | Leland P. Fitzgerald   |                                 |
| 2004 | The Notebook                | Noah Calhoun           |                                 |
| 2005 | Stay                        | Henry Letham           |                                 |
| 2006 | Half Nelson                 | Dan Dunne              |                                 |
| 2007 | Fracture                    | Willy Beachum          |                                 |
| 2007 | Lars and the Real Girl      | Lars Lindstrom         |                                 |
| 2010 | Blue Valentine              | Dean Pereira           | Kiêm giám đốc sản xuất          |
| 2010 | All Good Things             | David Marks            |                                 |
| 2010 | ReGeneration                | Người dẫn chuyện       | Phim tài liệu; kiêm sản xuất    |
| 2011 | Crazy, Stupid, Love         | Jacob Palmer           |                                 |
| 2011 | Drive                       | Người lái xe           |                                 |
| 2011 | The Ides of March           | Stephen Meyers         |                                 |
| 2012 | The Place Beyond the Pines  | Luke Glanton           |                                 |
| 2013 | Gangster Squad              | Trung sĩ Jerry Wooters |                                 |
| 2013 | Only God Forgives           | Julian                 | Kiêm giám đốc sản xuất          |
| 2013 | White Shadow                | —                      | Giám đốc sản xuất               |
| 2014 | Lost River                  | —                      | Đạo diễn, biên kịch và sản xuất |
| 2015 | The Big Short               | Jared Vennett          |                                 |
| 2016 | Những chàng trai ngoan      | Holland March          |                                 |
| 2016 | Những kẻ khờ mộng mơ        | Sebastian Wilder       |                                 |
| 2017 | Song to Song                | BV                     |                                 |
| 2017 | Tội phạm nhân bản 2049      | Sĩ quan K              |                                 |
| 2018 | Bước chân đầu tiên          | Neil Armstrong         |                                 |
| TBA  | The Gray Man                | Court Gentry           |                                 |
| 2023 | Barbie                      | Ken                    |                                 |

### Truyền hình
| Năm        | Tựa đề                                                                      | Vai                          | Ghi chú                                 |
| ---------- | --------------------------------------------------------------------------- | ---------------------------- | --------------------------------------- |
| 1993–1995  | The Mickey Mouse Club                                                       | Chính anh                    | 3 tập                                   |
| 1995       | Are You Afraid of the Dark?                                                 | Jamie Leary                  | Tập: "The Tale of Station 109.1"        |
| 1996       | PSI Factor: Chronicles of the Paranormal                                    | Adam                         | Tập: "Dream House/UFO Encounter"        |
| 1996       | Kung Fu: The Legend Continues                                               | Kevin                        | Tập: "Dragon's Lair"                    |
| 1996       | Road to Avonlea                                                             | Bret McNulty                 | Tập: "From Away"                        |
| 1996       | Goosebumps                                                                  | Greg Banks                   | Tập: "Say Cheese and Die"               |
| 1996       | The Adventures of Shirley Holmes                                            | Sean                         | Tập: "The Case of the Burning Building" |
| 1996       | Flash Forward                                                               | Scott Stuckey                | 2 tập                                   |
| 1996       | Ready or Not                                                                | Matt Kalinsky                | Tập: "I Do, I Don't"                    |
| 1997–1998  | Breaker High                                                                | Sean Hanlon                  | 44 tập                                  |
| 1998       | Nothing Too Good for a Cowboy                                               | Tommy                        | Phim điện ảnh truyền hình               |
| 1998–1999  | Young Hercules                                                              | Hercules                     | 50 tập                                  |
| 1998       | Hercules: The Legendary Journeys                                            | Zylus                        | Tập: "The Academy"                      |
| 1999       | The Unbelievables                                                           | Josh                         | Tập thử nghiệm                          |
| 2005       | I'm Still Here: Real Diaries of Young People Who Lived During the Holocaust | Ilya Gerber                  | Phim tài liệu truyền hình               |
| 2015, 2017 | Saturday Night Live                                                         | Chính anh (dẫn chương trình) | 2 tập                                   |
| 2019       | My Favorite Shapes by Julio Torres                                          | Blue Penguin (lồng tiếng)    | Phim điện ảnh truyền hình               |

## Danh sách đĩa nhạc
| 2009                                                            | "Dead Man's Bones" (với Dead Man's Bones) | —  | —  | —   | —  | —  | —  | —                                                  |
| 2011                                                            | "You Always Hurt the One You Love"        | —  | —  | —   | —  | —  | —  | Blue Valentine: Original Motion Picture Soundtrack |
| 2016                                                            | "A Lovely Night" (với Emma Stone)         | —  | —  | 75  | —  | —  | —  | La La Land: Original Motion Picture Soundtrack     |
| 2016                                                            | "City of Stars"                           | —  | —  | 10  | —  | —  | —  | La La Land: Original Motion Picture Soundtrack     |
| 2016                                                            | "City of Stars" (với Emma Stone)          | 68 | 30 | 194 | 14 | 48 | 53 | La La Land: Original Motion Picture Soundtrack     |
| "—" Đĩa đơn không phát hành hoặc không xếp hạng tại quốc gia đó |                                           |    |    |     |    |    |    |                                                    |